# Wahlkreis Rom – Della Vittoria
Der Wahlkreis Rom – Della Vittoria war von 1993 bis 2005 ein Wahlkreis (italienisch collegio elettorale) für die Wahl der Abgeordnetenkammer.

## Wahlkreisgebiet
Der Wahlkreis umfasste den Teil der Gemeinde Rom, der aus Stadtgliederungen Prati (R. XXII), Flaminio (Q. I), Della Vittoria – Quartiere (Q. XV), Tor di Quinto – Quartiere (Q. XVIII) und Della Vittoria – Suburbio (S. XI) bestand.

## Wahlergebnisse

### Parlamentswahl 1994

#### Direktstimmen
| Kandidaten               | Kandidaten             | Parteien                                          | Stimmen | %    |
| ------------------------ | ---------------------- | ------------------------------------------------- | ------- | ---- |
|                          | Gianfranco Finigewählt | Polo del Buon Governo (FI – AN – CCD – UdC – PLD) | 49.446  | 51,8 |
|                          | Eduardo Missoni        | Progressisti                                      | 29.171  | 30,5 |
|                          | Costanza Pera          | Patto per l’Italia                                | 10.329  | 10,8 |
|                          | Marco Pannella         | Lista Marco Pannella – Riformatori                | 6.578   | 6,9  |
| Gesamt                   | Gesamt                 | Gesamt                                            | 95.524  | 100  |
|                          |                        |                                                   |         |      |
| Ungültige Stimmen        | Ungültige Stimmen      | Ungültige Stimmen                                 | 2.824   | 2,9  |
| Wähler                   | Wähler                 | Wähler                                            | 98.348  | 86,2 |
| Wahlberechtigte          | Wahlberechtigte        | Wahlberechtigte                                   | 114.099 |      |
|                          |                        |                                                   |         |      |
| Quelle: Innenministerium |                        |                                                   |         |      |

#### Listenstimmen
| Parteien                             | Parteien                            | Parteien                            | Stimmen | %    |
| ------------------------------------ | ----------------------------------- | ----------------------------------- | ------- | ---- |
|                                      | Polo del Buon Governo               | Alleanza Nazionale                  | 28.775  | 29,9 |
| Forza Italia                         | Polo del Buon Governo               | 17.713                              | 18,4    |      |
| ↳ Gesamt                             | Polo del Buon Governo               | 46.488                              | 48,4    |      |
|                                      | Progressisti                        | Partito Democratico della Sinistra  | 17.846  | 18,6 |
| Partito della Rifondazione Comunista | Progressisti                        | 4.252                               | 4,4     |      |
| Federazione dei Verdi                | Progressisti                        | 3.117                               | 3,2     |      |
| Alleanza Democratica                 | Progressisti                        | 3.077                               | 3,2     |      |
| La Rete                              | Progressisti                        | 1.462                               | 1,5     |      |
| Partito Socialista Italiano          | Progressisti                        | 1.010                               | 1,1     |      |
| ↳ Gesamt                             | Progressisti                        | 30.764                              | 32,0    |      |
|                                      | Patto per l’Italia                  | Patto Segni                         | 7.382   | 7,7  |
| Partito Popolare Italiano            | Patto per l’Italia                  | 5.927                               | 6,2     |      |
| ↳ Gesamt                             | Patto per l’Italia                  | 13.309                              | 13,8    |      |
|                                      | Lista Marco Pannella                | Lista Marco Pannella                | 5.136   | 5,3  |
|                                      | Socialdemocrazia per le Libertà     | Socialdemocrazia per le Libertà     | 165     | 0,2  |
|                                      | Partito della Legge Naturale        | Partito della Legge Naturale        | 138     | 0,1  |
|                                      | Movimento Europeo Liberal Cristiano | Movimento Europeo Liberal Cristiano | 61      | 0,1  |
|                                      | Alleanza per i Castelli             | Alleanza per i Castelli             | 33      | 0,0  |
| Gesamt                               | Gesamt                              | Gesamt                              | 96.094  | 100  |
|                                      |                                     |                                     |         |      |
| Ungültige Stimmen                    | Ungültige Stimmen                   | Ungültige Stimmen                   | 2.358   | 2,4  |
| Wähler                               | Wähler                              | Wähler                              | 98.452  | 86,3 |
| Wahlberechtigte                      | Wahlberechtigte                     | Wahlberechtigte                     | 114.099 |      |
|                                      |                                     |                                     |         |      |
| Quelle: Innenministerium             |                                     |                                     |         |      |

### Parlamentswahl 1996

#### Direktstimmen
| Kandidaten               | Kandidaten                 | Parteien            | Stimmen | %    |
| ------------------------ | -------------------------- | ------------------- | ------- | ---- |
|                          | Gianfranco Finigewählt     | Polo per le Libertà | 48.587  | 53,5 |
|                          | Giovanni Battista Bachelet | L’Ulivo             | 40.571  | 44,7 |
|                          | Maurizio De Ritis          | Fiamma Tricolore    | 1.616   | 1,8  |
| Gesamt                   | Gesamt                     | Gesamt              | 90.774  | 100  |
|                          |                            |                     |         |      |
| Ungültige Stimmen        | Ungültige Stimmen          | Ungültige Stimmen   | 3.238   | 3,4  |
| Wähler                   | Wähler                     | Wähler              | 94.012  | 84,0 |
| Wahlberechtigte          | Wahlberechtigte            | Wahlberechtigte     | 111.921 |      |
|                          |                            |                     |         |      |
| Quelle: Innenministerium |                            |                     |         |      |

#### Listenstimmen
| Parteien                                          | Parteien                             | Parteien                             | Stimmen | %    |
| ------------------------------------------------- | ------------------------------------ | ------------------------------------ | ------- | ---- |
|                                                   | Polo per le Libertà                  | Alleanza Nazionale                   | 30.659  | 33,6 |
| Forza Italia                                      | Polo per le Libertà                  | 11.967                               | 13,1    |      |
| CCD – CDU                                         | Polo per le Libertà                  | 3.393                                | 3,7     |      |
| ↳ Gesamt                                          | Polo per le Libertà                  | 46.019                               | 50,4    |      |
|                                                   | L’Ulivo                              | Partito Democratico della Sinistra   | 19.134  | 21,0 |
| Popolari per Prodi (PPI – SVP – PRI – UD – Prodi) | L’Ulivo                              | 6.133                                | 6,7     |      |
| Rinnovamento Italiano                             | L’Ulivo                              | 5.687                                | 6,2     |      |
| Federazione dei Verdi                             | L’Ulivo                              | 2.339                                | 2,6     |      |
| ↳ Gesamt                                          | L’Ulivo                              | 33.293                               | 36,5    |      |
|                                                   | Partito della Rifondazione Comunista | Partito della Rifondazione Comunista | 6.982   | 7,6  |
|                                                   | Lista Pannella – Sgarbi              | Lista Pannella – Sgarbi              | 3.806   | 4,2  |
|                                                   | Fiamma Tricolore                     | Fiamma Tricolore                     | 814     | 0,9  |
|                                                   | Partito Socialista                   | Partito Socialista                   | 310     | 0,3  |
|                                                   | Partito Umanista                     | Partito Umanista                     | 75      | 0,1  |
| Gesamt                                            | Gesamt                               | Gesamt                               | 91.299  | 100  |
|                                                   |                                      |                                      |         |      |
| Ungültige Stimmen                                 | Ungültige Stimmen                    | Ungültige Stimmen                    | 2.809   | 3,0  |
| Wähler                                            | Wähler                               | Wähler                               | 94.108  | 84,1 |
| Wahlberechtigte                                   | Wahlberechtigte                      | Wahlberechtigte                      | 111.921 |      |
|                                                   |                                      |                                      |         |      |
| Quelle: Innenministerium                          |                                      |                                      |         |      |

### Parlamentswahl 2001

#### Direktstimmen
| Kandidaten               | Kandidaten             | Parteien           | Stimmen | %    |
| ------------------------ | ---------------------- | ------------------ | ------- | ---- |
|                          | Gianfranco Finigewählt | Casa delle Libertà | 43.213  | 52,6 |
|                          | Augusto Fantozzi       | L’Ulivo            | 35.947  | 43,8 |
|                          | Rita Bernardini        | Lista Emma Bonino  | 2.985   | 3,6  |
| Gesamt                   | Gesamt                 | Gesamt             | 82.145  | 100  |
|                          |                        |                    |         |      |
| Ungültige Stimmen        | Ungültige Stimmen      | Ungültige Stimmen  | 2.964   | 3,5  |
| Wähler                   | Wähler                 | Wähler             | 85.109  | 79,0 |
| Wahlberechtigte          | Wahlberechtigte        | Wahlberechtigte    | 107.730 |      |
|                          |                        |                    |         |      |
| Quelle: Innenministerium |                        |                    |         |      |

#### Listenstimmen
| Parteien                               | Parteien                             | Parteien                             | Stimmen | %    |
| -------------------------------------- | ------------------------------------ | ------------------------------------ | ------- | ---- |
|                                        | Casa delle Libertà                   | Alleanza Nazionale                   | 19.308  | 24,5 |
| Forza Italia                           | Casa delle Libertà                   | 18.619                               | 23,6    |      |
| CCD – CDU                              | Casa delle Libertà                   | 1.703                                | 2,2     |      |
| Nuovo PSI                              | Casa delle Libertà                   | 349                                  | 0,4     |      |
| Lega Nord                              | Casa delle Libertà                   | 143                                  | 0,2     |      |
| ↳ Gesamt                               | Casa delle Libertà                   | 40.122                               | 50,9    |      |
|                                        | L’Ulivo                              | Democratici di Sinistra              | 14.018  | 17,8 |
| La Margherita (Dem – PPI – RI – Udeur) | L’Ulivo                              | 13.457                               | 17,1    |      |
| Il Girasole (FdV – SDI)                | L’Ulivo                              | 1.178                                | 1,5     |      |
| Partito dei Comunisti Italiani         | L’Ulivo                              | 830                                  | 1,1     |      |
| ↳ Gesamt                               | L’Ulivo                              | 29.483                               | 37,4    |      |
|                                        | Partito della Rifondazione Comunista | Partito della Rifondazione Comunista | 3.062   | 3,9  |
|                                        | Lista Emma Bonino                    | Lista Emma Bonino                    | 2.248   | 2,9  |
|                                        | Lista Di Pietro                      | Lista Di Pietro                      | 1.768   | 2,2  |
|                                        | Democrazia Europea                   | Democrazia Europea                   | 1.355   | 1,7  |
|                                        | Fiamma Tricolore                     | Fiamma Tricolore                     | 514     | 0,7  |
|                                        | Fronte Nazionale                     | Fronte Nazionale                     | 195     | 0,2  |
|                                        | Paese Nuovo                          | Paese Nuovo                          | 23      | 0,0  |
|                                        | Abolizione Scorporo                  | Abolizione Scorporo                  | 14      | 0,0  |
| Gesamt                                 | Gesamt                               | Gesamt                               | 78.784  | 100  |
|                                        |                                      |                                      |         |      |
| Ungültige Stimmen                      | Ungültige Stimmen                    | Ungültige Stimmen                    | 2.279   | 2,8  |
| Wähler                                 | Wähler                               | Wähler                               | 81.063  | 75,2 |
| Wahlberechtigte                        | Wahlberechtigte                      | Wahlberechtigte                      | 107.730 |      |
|                                        |                                      |                                      |         |      |
| Quelle: Innenministerium               |                                      |                                      |         |      |